# Julia Adolphe
Julia Adolphe (Nueva York, 16 de mayo de 1988) es una compositora estadounidense de música clásica contemporánea. Sus obras incluyen piezas de canto coral, orquestal, operístico, de cámara y canciones.
Su reconocimiento general inicial fue en noviembre de 2016 en el estreno en Nueva York de su concierto para viola Unearth, Release, que fue comisionado por la Filarmónica de Nueva York y la Liga de Orquestas Estadounidenses. Adolphe tiene una licenciatura de la Universidad de Cornell y una maestría en composición musical de la USC y está cursando su doctorado en la Escuela de Música Thornton de la USC.
Es sobrina del compositor Bruce Adolphe.

## Premios, reconocimientos y becas
| Lista de premios                           |
| ------------------------------------------ |
| Premio Morton Gould a compositores jóvenes |
| Premio Theodore Front                      |
| Premio de composición Jimmy McHugh         |
| Premio John James Blackmore                |
| Premio John S. Knight                      |
| American Composers Forum Grant             |
| Beca New Music USA                         |
| Beca de la Fundación Sam Spiegel           |
| Anna Sosenko Assist Trust Grant            |
| Beca de la Fundación Puffin                |

## Lista de composiciones

### Ópera
| Año         | Título                              |
| ----------- | ----------------------------------- |
| 2012        | Sylvia                              |
| En Progreso | A Barrel of Laughs, A Vale of Tears |

### Orquestal
| Año  | Título                                   |
| ---- | ---------------------------------------- |
| 2014 | Dark Sand, Sifting Light para orquesta   |
| 2016 | Unearth, Release, para viola y orquesta  |
| 2017 | Shiver and Bloom para orquesta de cuarto |
| 2017 | White Stone para orquesta                |

### Coral
| Año  | Título                                                              |
| ---- | ------------------------------------------------------------------- |
| 2016 | Sea Dream Elegies para coro mixto, oboe/corno inglés, y violonchelo |
| 2016 | Whispers of Jasmine para coro mixto                                 |
| 2017 | Equinox para coro mixto                                             |

### Cámara
| Año  | Título |
| ---- | --- |
| 2009 | White Flag para solo chelo |
| 2010 | Between the Accidental para cuarteto de cuerda                                                                                           |
| 2011 | I Felt a Cleaving para soprano, mezzosoprano, flauta, oboe, clarinete bajo, y piano                                                      |
| 2013 | Wordless Creatures para flauta/flauta alto, clarinete/clarinete bajo, trompeta, percusión, arpa, piano, violín, violonchelo y contrabajo |
| 2014 | Nine Lives para flauta/flauta alto/piccolo, oboe/corno inglés, clarinete/clarinete bajo, violín y violonchelo                            |
| 2014 | Veil of Leaves para cuarteto de cuerda                                                                                                   |
| 2016 | Footsteps para soprano, arpa, viola, y daf                                                                                               |
| 2016 | Trío Moonlight para soprano, dos mezzosopranos, flauta/flauta alto, violonchelo y piano                                                  |

### Canciones
| Año  | Título                                        |
| ---- | --------------------------------------------- |
| 2008 | If Only She para mezzosoprano y piano         |
| 2009 | I Wish it Were T. S. Eliot para tenor y piano |
| 2012 | Noon, Not a Sound para mezzosoprano y piano   |
| 2012 | To Dissolve para tenor y piano                |
| 2015 | Footsteps para soprano y piano                |